# Liste der Monuments historiques in Farschviller
Die Liste der Monuments historiques in Farschviller führt die Monuments historiques in der französischen Gemeinde Farschviller auf.

## Liste der Objekte
| Bezeichnung               | Beschreibung                                              | Standort                      | Kennzeichnung | Schutzstatus | Datum | Bild |
| ------------------------- | --------------------------------------------------------- | ----------------------------- | ------------- | ------------ | ----- | ---- |
| Skulptur Madonna mit Kind | Stein, (modern) farbig gefasst, Ende des 15. Jahrhunderts | in der Kirche St-Denis (Lage) | PM57000065    | Classé       | 1984  |      |